# Атар Аббас
Атар Аббас — пакистанський військовий та дипломат. Генерал-майор. Надзвичайний і Повноважний Посол Пакистану в Україні (з 2015).

## Життєпис

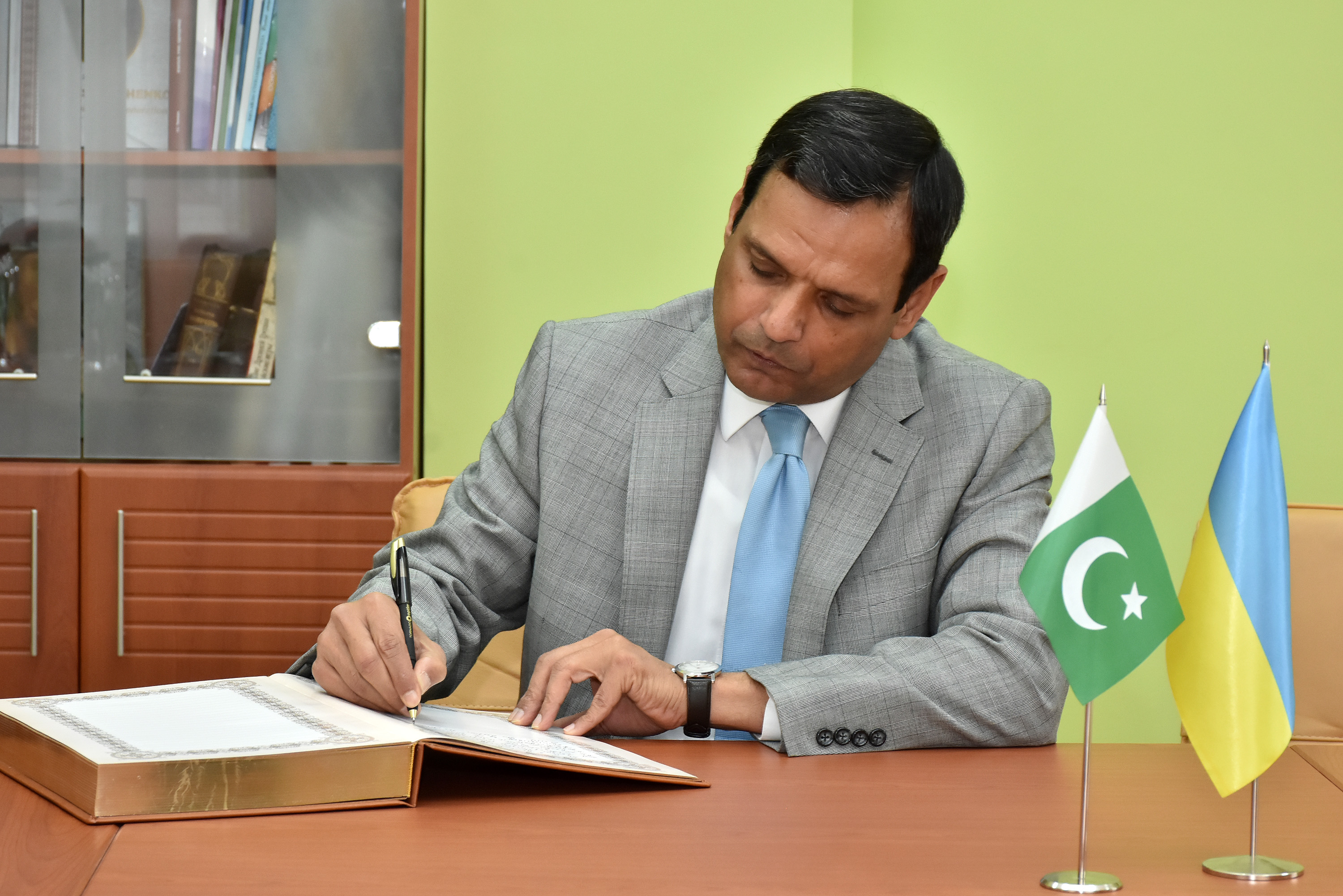
Атар Аббас пише вітання в Почесну книгу гостей з нагоди 60-річчя Тернопільського державного медичного університету імені І. Я. Горбачевського

Атар Аббас пройшов курс підготовки в Азіатсько-тихоокеанському центрі з вивчення питань безпеки (Гаваї, США). Вивчав військовий курс і курс національної оборони в Національному коледжі оборони в Ісламабаді. Навчався на факультеті командно-штабного коледжу (Кветті) і Національного коледжу оборони (Ісламабад). Має ступінь магістра в галузі військових досліджень, а також стратегічних досліджень від Університету Каїди-і-Азам Ісламабад. Є випускником командно-штабний коледж Коледжу персоналу збройних сил (Малайзія).
У червні 2005 року підвищений до генерал-майора і командував бронетанковою дивізією в провінції Гуджрат з червня 2005 року по червень 2007 року
Генерал Аббас розпочав військову службу у жовтні 1976 року в танковому корпусі Пакистанської військової академії. Займав різні посади, такі як командування танковим полком, танковою бригадою і бронетанковою дивізією. Був командувачем у різних танкових з'єднаннях.
До приходу в прес-службу зі зв'язків з громадськістю генерал Аббас служив як генерал з розквартирування у філії квартирмейстера Генерального штабу.
З 2015 року — Надзвичайний і Повноважний Посол Пакистану в Україні. 22 грудня 2015 року — вручив копії вірчих грамот Заступнику Міністра закордонних справ України Сергієві Кислиці. 12 січня 2016 року — вручив вірчі грамоти Президенту України Петру Порошенку.

## Сім'я
Атар Аббас одружений, має трьох дітей. Троє з його братів пов'язані із журналістикою та засобами масової інформації, працюють у провідних організаціях засобів масової інформації: Мазхар Аббас працював ARY і кілька років очолював Пакистанський Федеральний союз журналістів, Азхар Аббас — генеральний директор Geo, Заффар Аббас — редактор Dawn.